# Эйхорния толстоножковая
Эйхорния толстоножковая, или Эйхорния толстая, или Водяно́й гиаци́нт (лат. Eichhórnia crássipes), — водное растение; вид рода Эйхорния семейства Понтедериевые. Родина — тропические районы Америки. Злостный сорняк.

## Ботаническое описание

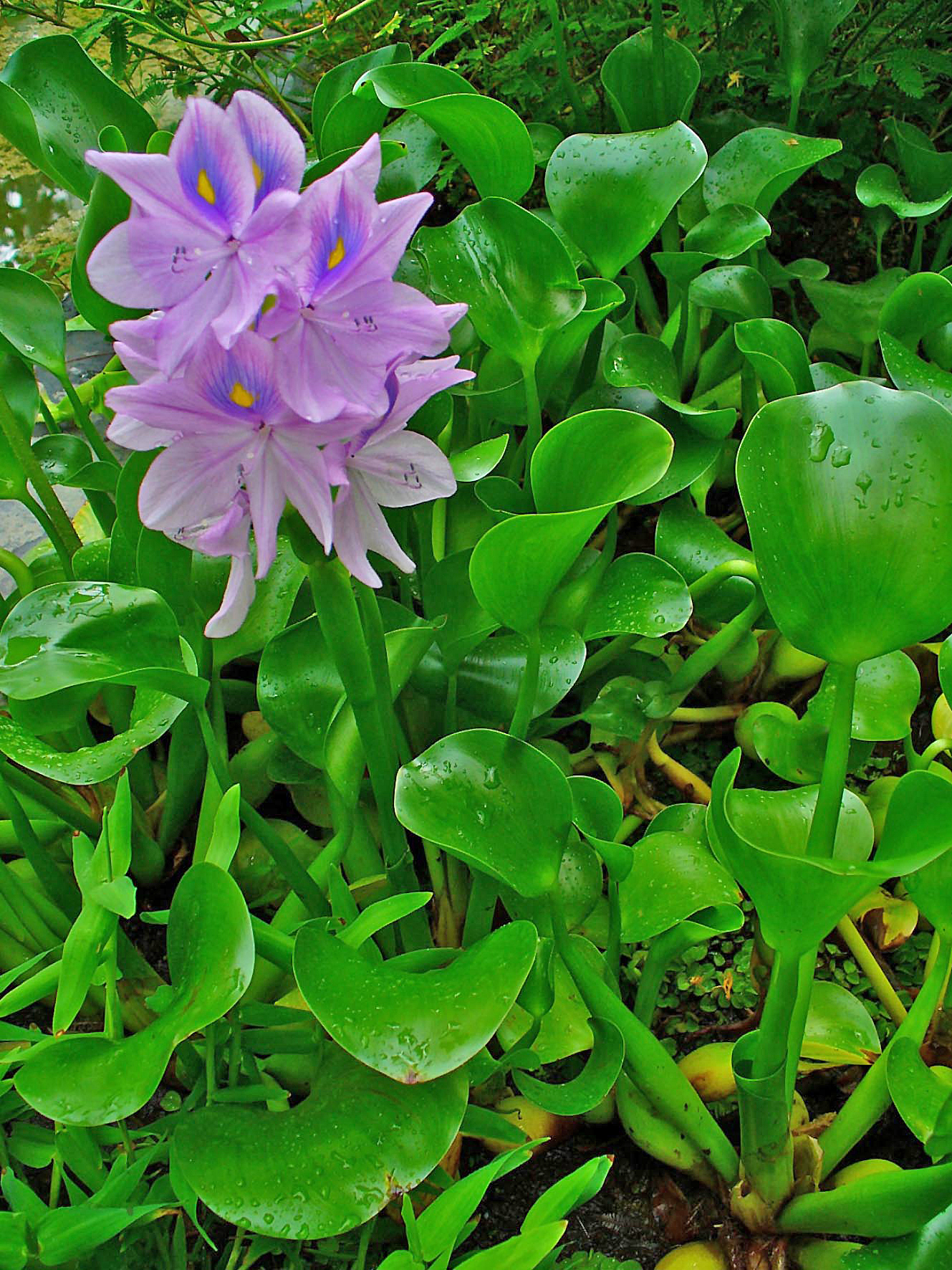
Цветущая эйхорния

Однолетнее плавающее водное растение, побеги до 2 м в длину.

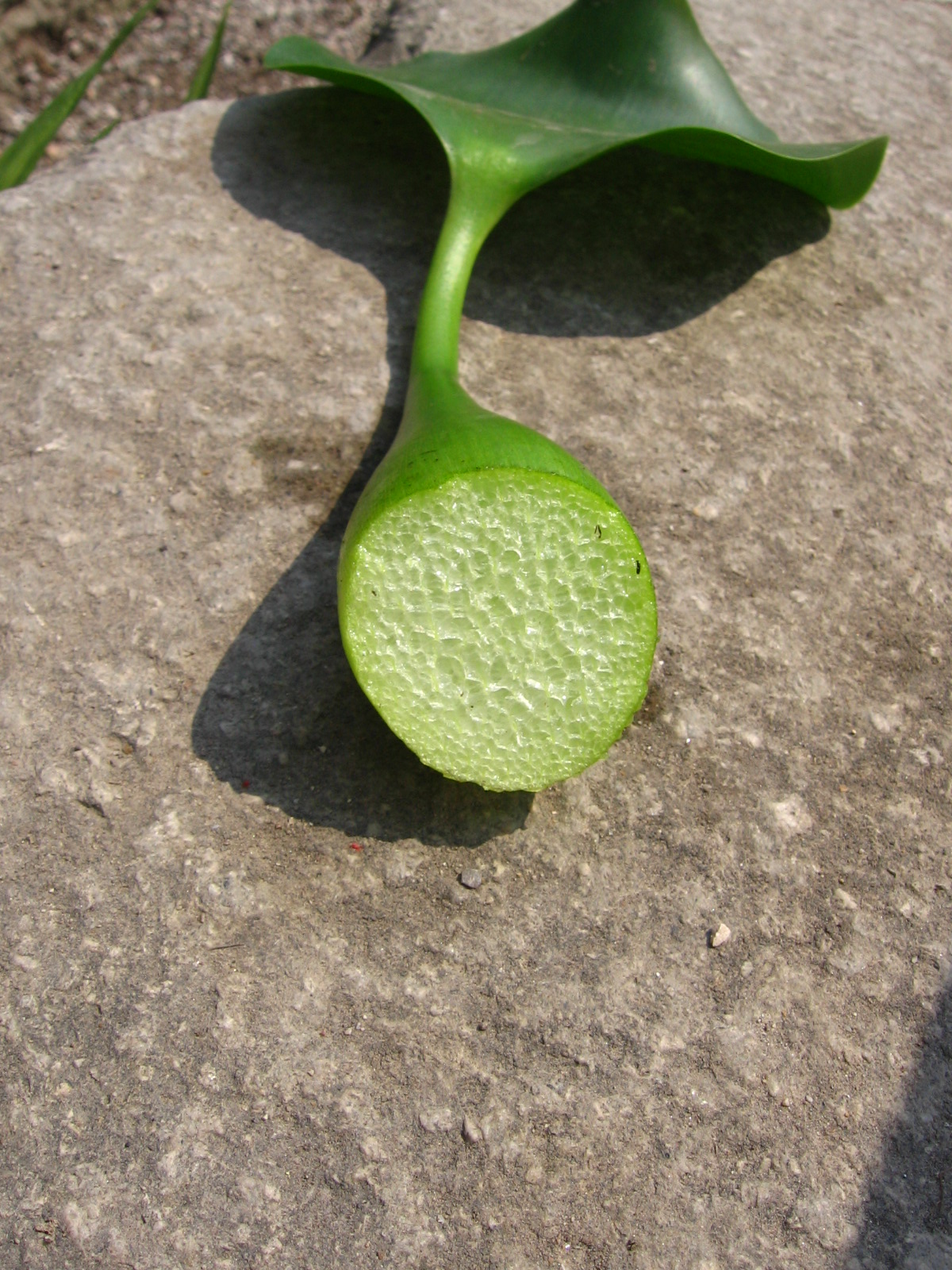
Срез листа эйхорнии в области утолщения

Листья собраны в розетку. В основании листа находится вздутие, внутри которого — пористая ткань, благодаря которой растение удерживается на плаву.
Корни длинные (до 0,5 м), полностью погружены в воду.
Цветок по форме напоминает гиацинт, может быть розовым, голубым или фиолетовым.
Растение ядовито: все ткани содержат большое количество кристаллов оксалата кальция.

## Ареал
Изначально вид происходит из Бразилии, однако со временем распространился по всей Южной Америке, а затем натурализовался на всех континентах. 

## Экологическая опасность

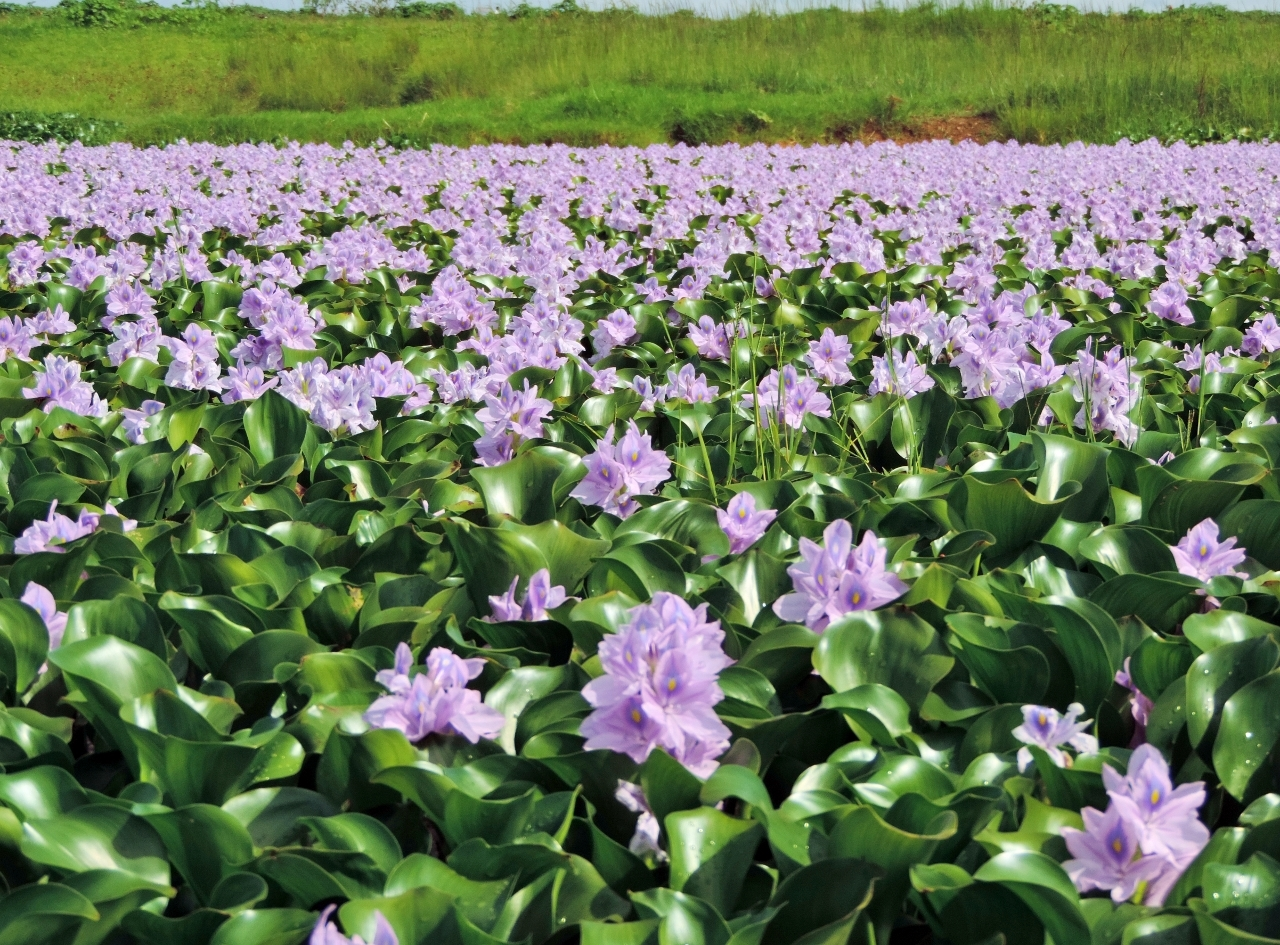
Эйхорния толстоножковая в Зимбабве

Эйхорния толстоножковая исключительно быстро разрастается и распространяется, из-за чего её называют «зелёной чумой». Растение покрывает поверхность водоёмов настолько плотным ковром, что затрудняет передвижение судов. Кроме того, из-за плотного слоя эйхорнии ухудшается кислородный режим водоёма, что приводит к гибели других его обитателей. Для борьбы с чрезмерным разрастанием эйхорнии используются долгоносики Neochetina spp, которые питаются практически исключительно этим растением.
Эйхорния толстоножковая, впервые попав в озеро Ньяса в 1960-х годах, сейчас встречается по всему озеру и его притокам. В минерализованной и бедной питательными веществами воде озера она растёт не очень хорошо, и вынесенные реками в озеро растения умирают, однако в реках гиацинт чувствует себя очень хорошо и бурно разрастается, даже вызывая проблемы для гидроэлектростанций, построенных на реке Шире. Если количество растворённых питательных веществ в озере начнёт расти вследствие, например, интенсификации земледелия и внедрение удобрений в бассейне озера, водяной гиацинт превратится в настоящую экологическую проблему. Концентрация питательных веществ и, соответственно, количество водяных гиацинтов будет максимальной вблизи берегов у речных устьев, а именно здесь расположены нерестилища большинства видов озёрных рыб. В 1995 году правительство Малави начало программу борьбы с гиацинтом посредством долгоносиков Neochetina spp., однако окончательного успеха эта программа не имела.

## Практическое применение
К положительным свойствам растения относится его способность вбирать инсектициды, фенолы, фосфаты, поглощать тяжёлые металлы (кадмий, никель, серебро). Благодаря этим свойствам, растение часто используется для доочистки очищенных хоз-бытовых сточных вод на очистных сооружениях канализации в странах с тёплым климатом (в странах с умеренным климатом — в тёплые периоды года). Может использоваться как органическое удобрение, сырьё для получения биогаза и на корм скоту. Часто используется как аквариумное растение.